# Яхия Антиохийски
Яхия Антиохийски (Яхия ибн Саид ал Антаки) е средновековен историк (умира към 1066 г.), по произход арабин от Египет, по вяра – християнин (мелкит). По професия Яхия е лекар. Репресиите на шиитските власти в родината му го принуждават да емигрира през 1015 г. в Антиохия, Северна Сирия, която тогава е под византийска власт. Там той написва съчинение за събитията от 938 до 1031 г. Вниманието на Яхия е концентрирано основно върху историята на Византия, Сирия и Египет, но не подминава и другите византийски съседи като Киевска Рус и България.